# 哥倫比亞港 (瓜伊尼亞省)

哥倫比亞港（西班牙語：Puerto Colombia），是哥倫比亞的城鎮，位於該國東部瓜伊尼亞省，北面是伊尼里達和卡卡瓦爾，面積6,457平方公里，海拔高度97米，2005年人口1,217。
2°43′13″N 67°33′52″W / 2.72028°N 67.5644°W